# Hiroshi Itagaki
Hiroshi Itagaki (jap. 板垣 宏志, Itagaki Hiroshi; * 27. April 1945) ist ein ehemaliger japanischer Skisportler, der im Skispringen sowie in der Nordischen Kombination aktiv war.

## Werdegang
Sein internationales Debüt gab Itagaki im Januar 1968 bei der Winter-Universiade in Innsbruck. Dort gewann er im Skispringen und in der Nordischen Kombination jeweils die Goldmedaille.  Im folgenden Monat erreichte er bei den Olympischen Winterspielen 1968 in Grenoble als Nordischer Kombinierer im Einzel den 10. Platz. Nach den Spielen begann er sich mehr auf das Spezialspringen zu konzentrieren, da er hier bereits bei den Spielen als erster bzw. zweiter in dieser Teildisziplin auf sich aufmerksam machen konnte. Sein erstes Turnier als Spezialspringer bestritt er mit der Vierschanzentournee 1971/72. Nach Platz 29 in Innsbruck sprang Itagaki in Garmisch-Partenkirchen Rang sieben und in Oberstdorf auf der Schattenbergschanze Rang sechs. Damit erreichte er in der Tourneegesamtwertung jedoch nur Rang 74, da er das Springen in Bischofshofen nicht bestritt.
Zu den Olympischen Winterspielen 1972 in seiner Heimat Sapporo reiste er als Spezialspringer und trat auch nur von der Großschanze an. Dabei erreichte er den 19. Platz. Bei der im Dezember folgenden Vierschanzentournee 1972/73 startete er mit Rang 20 in Oberstdorf, bevor er in Garmisch Rang neun und Innsbruck Rang 10 erreichte. Bei seinem ersten Springen auf der Paul-Außerleitner-Schanze in Bischofshofen landete er auf dem fünften Platz und erreichte damit sein bestes Einzelresultat. Die Tournee beendete Itagaki mit 844,8 Punkten auf dem neunten Gesamtrang.
Bei der Vierschanzentournee 1973/74 konnte er nicht mehr an die Leistungen aus dem Vorjahr anknüpfen. Seine letzte Tournee beendete Itagaki auf dem 89. Platz der Gesamtwertung. Seinen international letzten Auftritt hatte er als 30-Jähriger bei den Olympischen Winterspielen 1976 in Innsbruck. Nachdem er dabei von der Normalschanze Platz 20 erreichte, landete er von der Großschanze nur auf Platz 33.

## Erfolge

### Vierschanzentournee-Platzierungen
| Saison  | Platz | Punkte |
| ------- | ----- | ------ |
| 1971/72 | 74.   | 660,0  |
| 1972/73 | 09.   | 844,8  |
| 1973/74 | 89.   | 429,7  |